# El Jicaral
El Jicaral là một khu tự quản thuộc tỉnh León, Nicaragua. Khu tự quản El Jicaral có diện tích 431 ki lô mét vuông. Đến thời điểm năm 2005, huyện El Jicaral có dân số 10326 người.